# 斉藤早苗
斉藤 早苗（さいとう さなえ 1950年 - ）は、日本のイベントプロデューサー、出版プロデューサー、音楽評論家。ザ・ビートルズ・クラブの代表やポール・マッカートニーが提唱するリヴァプール・インスティテュート・フォー・パフォーミング・アーツの日本事務局長も務める。

## 概要
ビートルズのメンバーと親交を深めるなかで、日本のエージェントとして活動、ポール・マッカートニーをはじめオノ・ヨーコ、そしてビートルズの権利会社アップル・コア・リミテッドとともにビートルズ・カルチャーを育んできた。ポール・マッカートニーの環境保護活動に協力し、1990年のポール・マッカートニー来日の際には日本の子供たちとの記念植樹祭をアレンジ。
長年にわたり、ビートルズ関連のイベントのプロデュースを手がける。2001年から毎年開催され、2006年に6回目を迎えたオノ・ヨーコ提唱のチャリティ・コンサート『Dream Power ジョン・レノン スーパー・ライヴ』の総合プロデューサーを務め、オノ・ヨーコと精力的に活動、6年間で64校の学校をアジア・アフリカの恵まれない子供たちへ贈る。1996年には5人目のビートルズといわれたプロデューサー、ジョージ・マーティンを招聘し「ビートルズ音楽祭」も開催した。
また、数多くのビートルズ関連の出版物の監修、翻訳を手がけており2000年10月5日に全世界同時発売された「ザ・ビートルズ・アンソロジーブック」の日本語版監修を担当。
日本各地で開催されているザ・ビートルズ展の日本側プロデューサーでもある。

## ビートルズ関連出版
- ザ・ビートルズ・アンソロジー・ブック（リットーミュージック、2000）監修
- ビートルズやメンバーのCDのライナー・ノーツ多数
- ビートルズ心の旅（光文社）
- ビートルズフォーエバー（旺文社）
- ビートルズがアイドルをやめた日（プロデュース・センター出版局）
- ポール・マッカートニー／ヤァ！ブロード・ストリート（プロデュース・センター出版局）（財津和夫と共訳）
- ビートルズがアイドルをやめた日（プロデュース・センター出版局）
- リンダ・マッカートニー写真集 シックスティーズ／伝説のロック・アーティスト（プロデュース・センター出版局）
- YESTERDAY 想い出のビートルズ（宝島社）
- マイケル・マッカートニー写真文集『リメンバー〜ビートルズ誕生への軌跡〜（プロデュース・センター出版局）
- ハウ・ゼイ・ビケイム・ザ・ビートルズ：誰も知らなかったビートルズ・ヒストリー（同朋出版、1994）
- 神話ザ・ビートルズの飛翔（廣済堂出版、1985）翻訳
- 走れビートルズ（JICC出版）
- ザ・ビートルズ・クラブ月刊誌 ザ・ビートルズ（ザ・ビートルズ・クラブ）監修
- ザ・ビートルズ専門誌 ノーウエア（プロデュース・センター出版局）　監修　アーティスト・コーディネーション　インタビュー
- ジョン・レノン全仕事・スーパー・ワン（プロデュース・センター出版局）監修
- ジョージ・ハリスン全仕事（プロデュース・センター出版局）　監修
- 伝記ジョージ・ハリスン（プロデュース・センター出版局）　翻訳　監修
- ウィングス・パン（プロデュース・センター出版局）　翻訳　監修
- 絵本　大空の下で（主婦の友社）　翻訳
- 講談社学習コミック アトムポケット人物館10 ジョン・レノン（講談社）監修
- ビートルズ・ギア（リットーミュージック）監修
- ザ・クオリーメン ジョン・レノンの記憶（リットーミュージック）監修

## ビートルズ関連TV・ラジオ番組出演
- 日本テレビ「知ってるつもり?!〜リンダ・マッカートニー」「知ってるつもり?!〜オノ・ヨーコ」他
- ビートルズ特番出演　ニッポン放送　TBSラジオ　山形放送　仙台放送　中部日本放送　東海ラジオ　静岡放送　熊本放送　NHKラジオ第1他
- ミュージックバード／ビートルズ専門番組 「レディオ・アップル・ハウス」DJ
- JFN系列27局全国ネット「ジョン・レノンカレイド・スコープ 」DJ

## ビートルズ関連字幕監修
DVD ザ・ビートルズ・アンソロジー(東芝EMI）

## 関連人物
- 浜田哲生